# Cantate pour Friedrich Mayer
La Cantate pour Friedrich Mayer, WAB 60, est une cantate composée par Anton Bruckner en 1855. C'est la deuxième des trois grandes compositions de ce type, et la première pour chœur et large ensemble d'instruments à vents.

## Historique
En 1855, Bruckner composa une cantate pour la fête du nom de Friedrich Mayer, le prieur du Abbaye de Saint-Florian. L'œuvre a été exécutée le 17 juillet 1855, le soir avant la fête de Mayer.
Cette cantate, composée un an après la Missa solemnis, fut la pénultième grande œuvre composée par Bruckner durant son séjour à Saint Florian. Cinq mois plus tard, trois semaines avant son déménagement à Linz, il composera la  cantate Festgesang, WAB 15, en guise d'Adieu à Saint Florian,.
Le manuscrit est archivé à l'Abbaye. Un extrait de la cantate a d'abord été publié dans le Volume II/2, pp. 230-239 de la biographie Göllerich/Auer. La cantate est éditée dans le Volume XXII/1, no 4 de la Bruckner Gesamtausgabe.

## Texte
L'œuvre utilise un texte de Franz Ernst Marinelli.
| Auf, Brüder! auf, und die Saiten zur Hand! Schon winket zärtlich die holde Camöne. Sie rufet Euch in das herrliche Land Lebendiger, ewig bezaubernder Töne. Wir folgen, denn was sie uns singen heißt, Das lehrt uns ein liebend versöhnender Geist, Das strömt voll Jubel aus offener Kehle, als träumt' es in Edens Gefilden die Seele. Wohl ist's die Liebe, sie schlinget das Band der Eintracht um euch in heiliger Schöne, Wohlan, so nahet und reichet ihr Pfand dem Helden des Tages, Ihr würdigen Söhne. Heil unserm Vater, den wir lieben, dem das Herz in Freude schlägt, Der von weiser Sorg' getrieben, seines Hauses Lasten trägt. Heil dem Förderer des Schönen, Heil dem edelsten Mäcen, Dem die Engel, die versöhnen, liebreich mild zur Seite gehen! Der das Schroffe weiß zu wenden und der starren Form gebeut, Der in seine Zeit zu senden weiß den Blick, der uns erfreut: Heil ihm dem Edlen, Kühnen, dessen Kraft der Jugend gleich, Dessen Werk' verschönern, sühnen, dessen Herz an Liebe reich! | Allez, frères ! et prenez vos instruments en main ! La charmante muse plane déjà doucement. Elle vous appelle dans le merveilleux pays Des mélodies vivantes et éternellement enchantées. Nous allons suivre ce qu'elle nous demande de chanter, Un esprit aimablement réconciliant va nous l'enseigner. Cela coule plein de jubilation d'une gorge bien ouverte Comme si l'âme rêvait dans les jardins d’Éden. C'est probablement l'amour, qui ferme le lien De l'harmonie autour de vous dans une sainte beauté, Approchez donc et offrez sa promesse Au héros du jour, vous, les dignes fils. Salut à notre père, que nous aimons, Dont le cœur bat de joie, Lui, qui, mené par une sage prise en charge, porte le fardeau de sa maison. Salut au sponsor de la beauté, Salut au plus noble des mécènes, Au côté duquel, doucement aimable, Les anges de réconciliation circulent. Lui, qui sait comment affiner la rudesse, Et qui assouplit les rigidités, Qui est capable d'adresser Le regard qui nous enchante : Salut à lui, le noble et brave, Dont l'énergie est comme celle de la jeunesse, Dont les œuvres rénovent et expient, Dont le cœur est plein d'amour. |

## Composition
L'œuvre de 169 mesures en ré majeur est conçue pour choeur mixte, chœur et quatuor vocal d'hommes, et instruments à vent (2 hautbois, 2 bassons, 3 cors, 2 trompettes et 3 trombones).
La cantate est en trois parties :
1. Auf, Brüder! auf: chœur et quatuor vocal d'hommes, cors et trombones (mesures 1 à 27)
2. Wohl ist die Liebe: quatuor vocal  d'hommes a cappella (mesures 28 à 69) - Langsam, gemütlich
3. Heil unserm Vater: chœur mixte, instruments à vent (msures 70 à 169) - Heiter[1],[3]

La cantate, la deuxième des trois grandes compositions de ce type, est aussi la première pour chœur et grand ensemble à vents. Le premier verset, d'allure très "masculine", est introduit par un solo de cor et composé pour voix d'hommes avec des instruments "sonores" (cors et trombones). Le texte de la deuxième partie, d'une atmoshère douce et réfléchie, est chanté par le quatuor d'hommes a cappella. La dernière strophe, très festive, introduite par les trompettes, est exécutée par une large tessiture de voix et un grand ensemble d'instruments à vent. Le cor solo y rappelle le motif d'introduction, contribuant ainsi à l'unité de la composition. Cette cantate est peut-être la première œuvre, dans laquelle le style personnel de Bruckner est clairement reconnaissable,.

## Discographie
Il y a un seul enregistrement de la Cantate pour Friedrich Mayer :
- Thomas Kerbl, Chorvereinigung, Weltliche Männerchöre – CD : LIVA 054, 2012 – partie 2 avec accompagnement d'orgue colla parte et, dans la partie 3, une coupure de 27 mesures (mesures 110 à 136)

## Sources
- August Göllerich, Anton Bruckner. Ein Lebens- und Schaffens-Bild, vers 1922 – édition posthume par Max Auer, G. Bosse, Ratisbonne, 1932
- Anton Bruckner – Sämtliche Werke, Band XXII/1: Kantaten und Chorwerke I (1845-1855), Musikwissenschaftlicher Verlag der Internationalen Bruckner-Gesellschaft, Franz Burkhart, Rudolf H. Führer et Leopold Nowak (Éditeurs), Vienne, 1987 (Aussi sur IMSLP: Neue Gesamtausgabe, XXII/1. Kantaten und Chorwerke Teil 1: Nr. 1-5)
- Uwe Harten, Anton Bruckner. Ein Handbuch. Residenz Verlag, Salzbourg, 1996.  (ISBN 3-7017-1030-9)
- Keith William Kinder, The Wind and Wind-Chorus Music of Anton Bruckner, Greenwood Press, Westport, Connecticut, 2000
- Cornelis van Zwol, Anton Bruckner 1824-1896 – Leven en werken, uitg. Thot, Bussum, Pays-Bas, 2012.  (ISBN 978-90-6868-590-9)
- Crawford Howie, Anton Bruckner - A documentary biography, édition révisée en ligne